# やまと高等学校
やまと高等学校（やまとこうとうがっこう）は、熊本県上益城郡山都町に本校がある私立通信制高等学校。
エネルギープロダクト株式会社が設置し、2022年4月に開校した株式会社立学校である。

## 概要
- 山都町では、一ツ葉高等学校に次いで2校目となる通信制高等学校である。閉校した熊本県立蘇陽高等学校の跡地に開校した[1][2]。
- 構造改革特別区域として認定されている「潤い、文楽、そよ風でつづるまちづくり特区」を活用しての開校である[3]。
- 国公立大学、有名私立大学への進学に力を入れる一方で、養護教諭、スクールカウンセラー(臨床心理士・公認心理師)、特別支援教育コーディネーターを配置し、特別支援を要する生徒にも対応する学校である。[要出典]

## 沿革
（出典は学校設立会社の沿革より）
- 2021年（令和3年）- 教育・ICT事業本部開設
- 2022年（令和4年）- やまと高等学校開校(４月１日)

## コース
ベーシックコース
クエストコース
アドバンスコース

## 学習等支援施設(サポート校)
（出典はそよ風学舎公式サイトより)
- そよ風学舎　リモート校 - そよ風学舎　熊本校に併設
- そよ風学舎　熊本校 - 熊本県熊本市中央区桜町4-10 甲斐田ビル 4F
- そよ風学舎　福岡校 - 福岡県福岡市中央区渡辺通４丁目9−18　福酒ビル3F
- そよ風学舎　鹿児島校 - 鹿児島県鹿児島市中央町16-5　Macken BLDG.6F
- そよ風学舎　九段校 - 東京都千代田区飯田橋1丁目3番2号　曙杉館8F